# Gunnar Olsson (1901)
Gunnar Olsson (Helsingborg, 27 marzo 1901 – 4 maggio 1960) è stato un calciatore svedese, di ruolo attaccante.

## Carriera
Con la nazionale svedese prese parte alle Olimpiadi del 1924 senza mai scendere in campo.